# Karšuvos giria
Karšuvos giria este o arie protejată (sit de importanță comunitară — SCI) din Lituania întinsă pe o suprafață de 37.194 ha, integral pe uscat.

## Localizare
Centrul sitului Karšuvos giria este situat la coordonatele 55°08′26″N 22°27′48″E / 55.1406°N 22.4633°E.

## Înființare
Situl Karšuvos giria a fost declarat sit de importanță comunitară în mai 2005 pentru a proteja 3 specii de animale.

## Biodiversitate
Situată în ecoregiunea boreală, aria protejată nu include niciun habitat protejat.
La baza desemnării sitului se află mai multe specii protejate:
- mamifere (1): râs eurasiatic (Lynx lynx)
- nevertebrate (2): Boros schneideri, Phengaris teleius